# 元朗北繞道
元朗北繞道（英語：Yuen Long Northern Bypass），或稱「北繞道」（Northern Bypass），是元朗市北部四條東、西走向街道之統稱，西行綫包括元朗安樂路及媽橫路，東行綫則包括宏達路及朗業街。

## 簡介
北繞道於1987年經已出現，兩端分別於朗邊中轉房屋附近及朗日路口連接青山公路－元朗段，具備讓駕駛者避開元朗市中心之功能而得名。
「北繞道」並非正式刊憲之街道名稱，然而，從早期的輕鐵路綫圖，以至近年的政府新聞稿，均曾提及這名稱。

## 途經的公共交通
途經元朗的巴士路線大多行走元朗大馬路，只有少數路線行經全條元朗北繞道，包括九鐵巴士657線線開辦初期，以及已取消的263M線。現時並沒有路線行經全條元朗北繞道，只有服務朗屏邨，或從天水圍前往元朗的路線途經少部分。